# Jean Ballesdens
Jean Ballesdens, né et mort à Paris (1595 - 27 octobre 1675), est un avocat, éditeur et bibliophile français.
Avocat au parlement de Paris, secrétaire du chancelier Séguier qui le fait précepteur des enfants de sa fille, la marquise de Coislin, élu membre de l'Académie française en 1648, il s'était composé une bibliothèque qui, par le nombre, et par le choix et la beauté des éditions, était devenue la rivale de celle de son maître. Elle comptait notamment neuf volumes à la reliure de Grolier. Il posséda le Sacramentaire de Charles le Chauve.
Jean Ballesdens, qui n'a laissé pratiquement aucun écrit, a cependant publié, en deux volumes chez Dugast à Paris, une édition des œuvres de Grégoire de Tours assortie de ses commentaires où « sa maîtrise de la langue latine est remarquable ». 
Il est connu surtout pour avoir renoncé une première fois à sa candidature à l'Académie en faveur de Pierre Corneille.